# Vincent Adler
Pour les articles homonymes, voir Adler.
Vincent Adler est un pianiste et compositeur hongrois né le 3 avril 1826 à Raab (aujourd'hui Győr, en Hongrie) et mort le 4 janvier 1871 à Genève.

## Biographie
Vincent Adler naît le 3 avril 1826 à Raab (aujourd'hui Győr).
Il étudie à Budapest auprès de son beau-frère, Ferenc Erkel, avant de se perfectionner à Vienne. Il a peut-être également travaillé avec Liszt.
Adler fait carrière comme pianiste concertiste et s'installe à Paris, où ses œuvres sont publiées à partir de 1854. Il se lie avec de nombreux musiciens de la capitale française, dont le compositeur Édouard Lalo, qui voit en lui « un moderne Chopin ».
Comme pédagogue, il est professeur à compter de 1867 au Conservatoire de Genève, où il enseigne jusqu'à sa mort prématurée, qui survient le 4 janvier 1871, « miné par la maladie et par une situation matérielle extrêmement précaire ».
Comme compositeur, Vincent Adler est l'auteur de plusieurs partitions pour piano, des pièces de genre ainsi que quelques morceaux plus développés, à l'instar de ses 2 Caprices ou de sa Fantaisie hongroise. Le musicologue Jacques Tchamkerten relève aussi « son Allegro de concert op. 15 (ca 1857) dont la qualité des idées et la maîtrise de l'écriture pianistique sont remarquables ».